# Sture Linnér

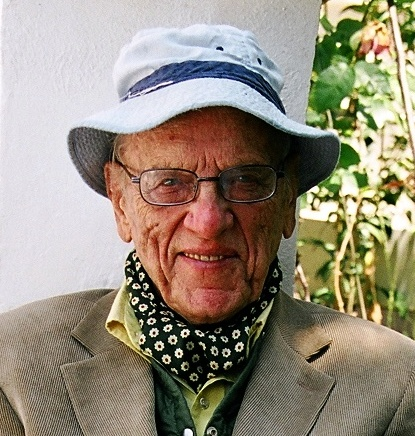
Sture Linnér

Sture Linnér (Solna, 1917 -Stockholm, 25 maart 2010) was een Zweeds diplomaat en classicus.
Linnér studeerde aan de universiteit van Uppsala en werd er docent in de Griekse taal- en letterkunde. Hij raakte er ook bevriend met de latere VN-secretaris-generaal Dag Hammarskjöld, die hem in 1960-1961 de leiding toevertrouwde van de "United Nations Operations in the Congo" (ONUC) tijdens de Congocrisis.
Als classicus publiceerde Linnér veel over Griekse geschiedenis en cultuur.